# Бубній Петро Михайлович
Петро Михайлович Бубній (псевдоніми — Б. Сосняк, Петро Муха; 25 грудня 1936, с. Хлівчани, нині Сокальський район, Львівська область, Україна — 29 червня 2024, м. Тернопіль) — український журналіст, редактор, краєзнавець. Член НСЖУ (1971).

## Життєпис
Закінчив Львівський педагогічний інститут у Дрогобичі (1960; у цьому році його приєднали до Дрогобицького), Академію суспільних наук у Москві (1984). Працював у редакції газети «Ровесник», начальником Тернопільського обласного управління культури, головним редактором Тернопільського облтелерадіооб'єднання.
Член редакційної ради журналу «Тернопіль», Асоціації нобелівських студій.

### Творчість
Публікації у пресі від 1952 року. Автор поезій, статей із питань історії та культури у збірниках, українських і зарубіжних періодичних виданнях. Перекладач, редактор низки видань.
- Співупорядник першого в Україні «Словника українських імен біблійного походження» (2001).
- Збірка поезій «Провесінь» (1959).
- Літературний редактор видання: М. Козак (автор тексту). Бучач. Фотопутівник. — Тернопіль : ВАТ «Збруч», 2010. — 64 с., іл.

Краєзнавчі книги:
- «Творець подільських скарбів»,
- «Василь Корчемний: Нарис життя і творчості» (обидві — 1998),
- «Зарваниця» (2001, 2002),
- «Тернопіль» (2002; усі — Т.).
- Яків Гніздовський: довга дорога додому / П. М. Бубній. - Тернопіль: Терно-граф, 2014. - 40 с.: іл. - ISBN 978-966-457-238-2.
- Чортків:туристичний путівник.-Тернопіль, Збруч, 2003.-34с.,іл.- ISBN 978-966-528-191-7